# Rendez-vous ze śmiercią
Rendez-vous ze śmiercią (ang. Appointment with Death) – powieść Agaty Christie opublikowana w roku 1938.

## Postaci
- pani Boynton
- Lennox, Carol, Raymond i Ginevra Boyntonowie – potomkowie pani Boynton
- Nadine Boynton – żona Lennoxa pogardzana przez teściową
- Jefferson Cope – bliski przyjaciel rodziny Boyntonów zakochany w Nadine
- doktor Teodor Gerard – francuski lekarz
- Sara King – młoda lekarka zakochana z wzajemnością w Raymondzie Boyntonie
- lady Westholme – zamożna działaczka polityczna
- panna Amabel Pierce
- pułkownik Carbury – policjant zajmujący się sprawą
- Herkules Poirot – sławny detektyw

## Fabuła

### Zawiązanie akcji
Akcja rozgrywa się w Jerozolimie, gdzie na wycieczkę przyjeżdża rodzina Boyntonów. Stara pani Boynton jest osobą otyłą i bardzo schorowaną, co nie przeszkadza jej tyranizować swych bliskich – najstarszego syna wraz z synową oraz troje młodszych potomstwa. W pełni ich sobie podporządkowuje, pastwi psychicznie i odcina od reszty otoczenia. Podczas wycieczki strach młodych Boyntonów przed matką przeistacza się w nienawiść i chęć buntu. Uświadamiają sobie bowiem, jak bardzo dali się przez całe życie tyranizować matce, oraz to, iż przez dotychczasową izolację praktycznie nie są w stanie normalnie funkcjonować wśród ludzi. Podczas wypadu do Petry starsza kobieta zostaje zamordowana przez wstrzyknięcie jej śmiertelnej dawki digitalisu. Sprawę podejmuje się rozwiązać przebywający w okolicy detektyw Herkules Poirot.

### Rozwiązanie
Wbrew pozorom mordercą nie jest nikt z rodziny Boyntonów. Zamieszanie powstało wskutek tego, iż z racji silnego motywu jej członkowie podejrzewali siebie nawzajem i próbowali ochraniać, a co za tym idzie – utrudniali śledztwo. Panią Boynton zabiła lady Westholme – członkini parlamentu z wygórowanymi ambicjami politycznymi, obawiając się szantażu ze strony starszej kobiety. Lady Westholme za młodu przebywała bowiem w więzieniu, a jej strażniczką była Boynton. Zbrodni udaje jej się dokonać bez większego trudu, wykorzystując łatwowierność panny Pierce, którą za pomocą paru zręcznych sztuczek przekonuje, iż nie miała możliwości morderstwa. Gdy lady Westholme orientuje się, że jej zbrodnia została wykryta, popełnia samobójstwo – nie wyobraża sobie bowiem życia bez kariery politycznej, która w tej sytuacji jest zniweczona.

## Adaptacje
- Rendez-vous ze śmiercią film (1988) z Peterem Ustinovem jako Poirotem
- Rendez-vous ze śmiercią film (2008) z Davidem Suchetem jako Poirotem